# Čeladná
Čeladná (in tedesco Czeladna) è un comune della Repubblica Ceca facente parte del distretto di Frýdek-Místek, nella regione della Moravia-Slesia.